# فهرست قسمت‌های نبردهای حماسی تاریخی رپ
این نوشتار فهرستی از قسمت‌های مجموعه اینترنتی نبردهای حماسی تاریخی رپ است.

## خلاصه فصل‌ها
| فصل | فصل         | قسمت‌ها      | تاریخ پخش            | تاریخ پخش            |
| فصل | فصل         | قسمت‌ها      | تاریخ پخش اولین قسمت | تاریخ پخش آخرین قسمت |
| --- | ----------- | ----------- | -------------------- | -------------------- |
|     | ۱           | ۱۵          | ۲۶ سپتامبر ۲۰۱۰      | ۱۶ نوامبر ۲۰۱۱       |
|     | ۲           | ۱۸          | ۸ دسامبر ۲۰۱۱        | ۲۲ آوریل ۲۰۱۳        |
|     | ۳           | ۱۲          | ۷ اکتبر ۲۰۱۳         | ۱۴ ژوئیه ۲۰۱۴        |
|     | ۴           | ۱۲          | ۱۰ نوامبر ۲۰۱۴       | ۳ اوت ۲۰۱۵           |
|     | #نبرد جایزه | #نبرد جایزه | ۱۶ دسامبر ۲۰۱۵       | ۱۶ دسامبر ۲۰۱۵       |
|     | ۵           |             | ۲ آوریل ۲۰۱۶         |                      |

## قسمت‌ها

### فصل ۱ (۲۰۱۰–۲۰۱۱)
همهٔ قسمت‌های فصل اول در کانال یوتیوب پیتر شوکاف Nice Peter بارگذاری شده‌اند.
| شماره در مجموعه | شماره در فصل | عنوان                                         | مدت زمان | تاریخ پخش       | پیوند |
| --- | ------------ | --------------------------------------------- | -------- | --------------- | ----- |
| ۱ | ۱            | «جان لنون در برابر بیل اورایلی»               | ۱:۳۷     | ۲۶ سپتامبر ۲۰۱۰ | پیوند |
| در این نبرد جان لنون، موسیقیدان، فعال لیبرال و عضو سابق گروه موسیقی بیتلز در برابر بیل اورایلی خبرنگار محافظه‌کار شبکه فاکس نیوز قرار می‌گیرد.                                                              |              |                                               |          |                 |       |
| ۲ | ۲            | «دارت ویدر در برابر هیتلر»                    | ۱:۴۱     | ۱۰ نوامبر ۲۰۱۰  | Link  |
| در این قسمت دارت ویدر (شخصیت منفی مجموعه جنگ ستارگان) در برابر آدولف هیتلر دیکتاتور نازی قرار می‌گیرد. نقش مهمان: مورگان کریستنسن در نقض سرباز امپراتوری.                                                  |              |                                               |          |                 |       |
| ۳ | ۳            | «آبراهام لینکولن در برابر چاک نوریس»          | ۲:۰۸     | ۸ دسامبر ۲۰۱۰   | Link  |
| در این نبردآبراهام لینکولن شانزدهمین رئیس جمهور آمریکا در برابر چاک نوریس قرار می‌گیرد. |              |                                               |          |                 |       |
| ۴ | ۴            | «سارا پیلین در برابر لیدی گاگا»               | ۲:۲۶     | ۱۲ ژانویه ۲۰۱۱  | Link  |
| در این نبرد سارا پیلین سیاستمدار حزب جمهوری‌خواه آمریکا در برابر لیدی گاگا خواننده پاپ قرار می‌گیرد. نقش مهمان: اپیک لوید در نقش جان مک‌کین.                                                                 |              |                                               |          |                 |       |
| ۵ | ۵            | «هالک هوگان و رندی سوج در برابر کیم جونگ ایل» | ۲:۳۹     | ۲ فوریه ۲۰۱۱    | Link  |
| در این قسمت هالک هوگان و رندی سوج در برابر کیم جونگ ایل رهبر کره شمالی قرار می‌گیرند. |              |                                               |          |                 |       |
| ۶ | ۶            | «جاستین بیبر در برابر لودویگ فان بتهوون»      | ۲:۲۹     | ۲ مارس ۲۰۱۱     | Link  |
| در این نبرد لودویگ فان بتهوون موسیقیدان برجسته آلمانی در برابر جاستین بیبر خواننده پاپ قرار می‌گیرد. نقش مهمان: اپیک لوید در نقش یوهان سباستیان باخ                                                        |              |                                               |          |                 |       |
| ۷ | ۷            | «آلبرت اینشتین در برابر استیون هاوکینگ»       | ۲:۳۶     | ۳۰ مارس ۲۰۱۱    | Link  |
| در این نبرد فیزیکدان نظری آلبرت اینشتین در برابر استیون هاوکینگ دیگر فیزیکدان نظری قرار می‌گیرد. نقش مهمان: اپیک لوید در نقش کارل سیگن                                                                     |              |                                               |          |                 |       |
| ۸ | ۸            | «چنگیزخان در برابر خرگوش عید پاک»             | ۱:۵۷     | ۲۰ آوریل ۲۰۱۱   | Link  |
| در این نبرد امپراتور مغول چنگیز خان در برابر خرگوش عید پاک قرار می‌گیرد. نقش مهمان: دانته سیمادامور در نقش خسوس کوینتانا (فیلم لبوفسکی بزرگ)، آرون زاراگوزا در نقش عیسی و جان نا در نقش نوادگان چنگیز خان. |              |                                               |          |                 |       |
| ۹ | ۹            | «ناپلئون بناپارت در برابر ناپلئون دینامیت»    | ۲:۱۹     | ۱۸ مه ۲۰۱۱      | Link  |
| در این نبرد امپراتور فرانسه ناپلئون بناپارت در برابر ناپلئون دینامیت (شخصیت اصلی فیلمی به همین نام) قرار می‌گیرد. .                                                                                        |              |                                               |          |                 |       |
| ۱۰ | ۱۰           | «بنجامین فرانکلین در برابر بیلی میز»          | ۲:۳۱     | ۲۳ ژوئن ۲۰۱۱    | Link  |
| در این نبرد، بنجامین فرانکلین (از پدران بنیان‌گذار ایالات متحده آمریکا) در برابر بیلی میز فروشنده تلویزیونی قرار می‌گیرد. نقش مهمان: پت مک‌اینتایر در نقش جورج واشینگتن                                      |              |                                               |          |                 |       |
| ۱۱ | ۱۱           | «گندالف در برابر آلبوس دامبلدور»              | ۲:۱۰     | ۱۴ ژوئیه ۲۰۱۱   | Link  |
| در این نبرد گندالف (از شخصیت‌های ارباب حلقه‌ها) در برابر آلبوس دامبلدور (از شخصیت‌های هری پاتر) قرار می‌گیرد. نقش مهمان: پت مک‌اینتایر در نقش گیلدروی لاکهارت                                                  |              |                                               |          |                 |       |
| ۱۲ | ۱۲           | «دکتر سوس در برابر ویلیام شکسپیر»             | ۲:۵۱     | ۱۷ اوت ۲۰۱۱     | Link  |
| در این نبرد دکتر سوس نویسنده کتاب‌های کودکان در برابر ویلیام شکسپیر نمایشنامه‌نویس قرار می‌گیرد. |              |                                               |          |                 |       |
| ۱۳ | ۱۳           | «آقای تی در برابر آقای راجرز»                 | ۲:۱۱     | ۱۴ سپتامبر ۲۰۱۱ | Link  |
| در این نبرد آقای تی (بازیگر و کشتی‌گیر) در برابر آقای راجرز مجری برنامه‌های تلویزیونی کودکان قرار می‌گیرد.                                                                                                   |              |                                               |          |                 |       |
| ۱۴ | ۱۴           | «کریستف کلمب در برابر کاپیتان کرک»            | ۲:۲۸     | ۱۰ اکتبر ۲۰۱۱   | Link  |
| در این نبرد کریستف کلمب کاشف قاره آمریکا در برابر کاپیتان کرک از شخصیت‌های مجموعه پیشتازان فضا قرار می‌گیرد. نقش مهمان: عمر غریبه و جان نا در نقش شخصیت‌های مجموعه پیشتازان فضا: اسپاک و هیکارو سولو         |              |                                               |          |                 |       |
| ۱۵ | ۱۵           | «نبرد آخر:نایس پیتر در برابر اپیک لوید»       | ۲:۵۰     | ۱۸ نوامبر ۲۰۱۱  | Link  |
| در این نبرد سازندگان نبردهای حماسی تاریخی رپ یعنی نایس پیتر و لوید آلکویست در برابر هم قرار می‌گیرند. این نبرد با اعلام ساخت فصل دوم پایان می‌یابد.                                                         |              |                                               |          |                 |       |

### فصل ۲ (۲۰۱۱–۲۰۱۳)
از فصل ۲ به بعد، نبردها در کانال مخصوص خود قرار گرفتند، ای آر بی.
| شماره در مجموعه | شماره در فصل | عنوان                                 | مدت زمان | تاریخ پخش      | پیوند |
| --- | ------------ | ------------------------------------- | -------- | -------------- | ----- |
| ۱۶ | ۱            | «دارت ویدر در برابر هیتلر ۲»          | ۲:۴۲     | ۸ دسامبر ۲۰۱۱  | Link  |
| بعد از یخ زدن هیتلر در کربونایت (فصل اول)، دارت ویدر او را از یخ نجات می‌دهد و به مبارزه‌ای دیگر می‌طلبد. نقش مهمان: نایس پیتر در نقش استیون هاوکینگ، مرگان کریستنسن در نقش سرباز امپراتوری و ورونا بلو در نقش بووش (سرباز جایزه بگیر) |              |                                       |          |                |       |
| ۱۷ | ۲            | «مستر چیف در برابر لئونیداس»          | ۲:۱۲     | ۳۱ ژانویه ۲۰۱۲ | Link  |
| در این نبرد مستر چیف شخصیت اصلی مجموعه بازی هیلو در برابر لئونیداس پادشاه اسپارتی قرار می‌گیرد. نقش مهمان: جیانا اسمیت در نقش گورگو (همسر لئونیداس)، اپیک لوید در نقش پلیستارکوس (پسر لئونیداس) و گیب، مایکل و دانته سیدامور در نقش سربازان اسپارتی |              |                                       |          |                |       |
| ۱۸ | ۳            | «برادران ماریو در برابر برادران رایت» | ۱:۴۶     | ۱۶ فوریه ۲۰۱۲  | Link  |
| در این نبرد ماریو و لویجی (شخصیت‌های اصلی بازی برادران سوپر ماریو) در برابر ویلبر و اورویل رایت مخترعان اولین هواپیمای قابل کنترل موتور دار قرار می‌گیرند. نقش مهمان: سسیلی جنکینز در نقش پرنسس پیچ |              |                                       |          |                |       |
| ۱۹ | ۴            | «مایکل جکسون در برابر الویس پریسلی»   | ۲:۱۷     | ۲ آوریل ۲۰۱۲   | Link  |
| در این نبرد پادشاه پاپ، مایکل جکسون در برابر پادشاه راک اند رول، الویس پرسلی قرار می‌گیرد. نقش مهمان: بنتلی گرین در نقش توتی رمزی (از اعضای گروه جکسون فایو) |              |                                       |          |                |       |
| ۲۰ | ۵            | «مریلین مونرو در برابر کلئوپاترا»     | ۱:۴۶     | ۷ مه ۲۰۱۲      | Link  |
| در این نبردمریلین مونرو بازیگر و مدل در برابر آخرین فرعون مصر باستان کلئوپاترا قرار می‌گیرد. نقش مهمان: کاظم جی در نقش خودش، اپیک لوید در نقش مارلون براندو و نایس پیتر در نقش جان اف. کندی. |              |                                       |          |                |       |
| ۲۱ | ۶            | «استیو جابز در برابر بیل گیتس»        | ۲:۴۸     | ۱۴ ژوئن ۲۰۱۲   | Link  |
| در این نبرد بیل گیتس مؤسس شرکت مایکروسافت در برابر استیو جابز مؤسس شرکت اپل قرار می‌گیرد. |              |                                       |          |                |       |
| ۲۲ | ۷            | «فرانک سیناترا در برابر فردی مرکوری»  | ۲:۱۲     | ۱ اکتبر ۲۰۱۲   | Link  |
| در این نبرد خواننده پاپ فرانک سیناترا در برابر فردی مرکوری خواننده گروه کوئین قرار می‌گیرد. نقش مهمان: تی زوندای در نقش سامی دیویس جونیور |              |                                       |          |                |       |
| ۲۳ | ۸            | «باراک اوباما در برابر میت رامنی»     | ۳:۳۰     | ۱۵ اکتبر ۲۰۱۲  | Link  |
| در این نبرد باراک اوباما رئیس جمهور آمریکا و میت رامنی نامزد ریاست جمهوری آمریکا در برابر هم قرار می‌گیرند. در انتهای نبرد آبراهام لینکلن (فصل ۱) به نبرد می‌پیوندد و با هر دوی آن‌ها مبارزه می‌کند. |              |                                       |          |                |       |
| ۲۴ | ۹            | «دکتر براون در برابر دکتر هو»         | ۲:۲۳     | ۲۹ اکتبر ۲۰۱۲  | Link  |
| در این نبرد دکتر براون (از شخصیت‌های سه‌گانه بازگشت به آینده) در برابر دکتر هو (شخصیت اصلی مجموعه تلویزیونی دکتر هو) قرار می‌گیرد. نقش مهمان: اپیک لوید در نقش مارتی مک‌فلای (شخصیت اصلی سه‌گانه بازگشت به آینده) و دانته سیدامور در نقش دالک. |              |                                       |          |                |       |
| ۲۵ | ۱۰           | «کلینت ایستوود در برابر بروس لی»      | ۱:۵۰     | ۱۲ نوامبر ۲۰۱۲ | Link  |
| در این نبرد بازیگر و استاد هنرهای رزمی بروس لی در برابر کلینت ایستوود بازیگر و کارگردان قرار می‌گیرد. نقش مهمان: نایس پیتر در نقش کابوی‌هایی که توسط کلینت ایستوود کشته می‌شوند و شین ووکوو در نقش نینجاهایی که توسط بروس لی کشته می‌شوند. |              |                                       |          |                |       |
| ۲۶ | ۱۱           | «بتمن در برابر شرلوک هولمز»           | ۲:۴۹     | ۲۷ نوامبر ۲۰۱۲ | Link  |
| در این نبرد کاراگاه داستانی شرلوک هلمز و همکارش دکتر واتسن در برابر قهرمان داستان‌های مصور بتمن و دستیارش رابین قرار می‌گیرند. |              |                                       |          |                |       |
| ۲۷ | ۱۲           | «موسی در برابر بابا نوئل»             | ۲:۲۰     | ۱۰ دسامبر ۲۰۱۲ | Link  |
| در این نبرد پیامبر یهودیان موسی (با بازی مهمان ویژه اسنوپ داگ) در برابر بابا نوئل قرار می‌گیرد. نقش مهمان: النا دیاز و مونیکا ویتزل در نقش «عسل» های موسی. |              |                                       |          |                |       |
| ۲۸ | ۱۳           | «آدم در برابر حوا»                    | ۲:۰۴     | ۱۱ فوریه ۲۰۱۳  | Link  |
| در این نبرد آدم در برابر حوا قرار می‌گیرد. نقش مهمان: نایس پیتر در نقش استیو("دوست" آدم). |              |                                       |          |                |       |
| ۲۹ | ۱۴           | «مارتین لوترکینگ در برابر گاندی»      | ۱:۳۹     | ۲۵ فوریه ۲۰۱۳  | Link  |
| در این نبرد رهبر جنبش حقوق مدنی سیاهپوستان آمریکا، مارتین لوتر کینگ جونیور در برابر ماهاتما گاندی رهبر جنبش ملی سازی هند قرار می‌گیرد. |              |                                       |          |                |       |
| ۳۰ | ۱۵           | «نیکولا تسلا در برابر توماس ادیسون»   | ۲:۰۴     | ۱۱ مارس ۲۰۱۳   | Link  |
| در این نبرد مخترع آمریکایی توماس ادیسون در برابر مهندس برق و مخترع صربستانی نیکولا تسلا قرار می‌گیرد. |              |                                       |          |                |       |
| ۳۱ | ۱۶           | «بیب روث در برابر لانس آرمسترانگ»     | ۲:۰۷     | ۲۵ مارس ۲۰۱۳   | Link  |
| در این نبرد بازیکن بیسبالبیب روث در برابر قهرمان سابق دوچرخه سواری لانس آرمسترانگ قرار می‌گیرد. |              |                                       |          |                |       |
| ۳۲ | ۱۷           | «موزارت در برابر اسکریلکس»            | ۲:۰۹     | ۸ آوریل ۲۰۱۳   | Link  |
| در این نبرد نابغه موسیقی کلاسیک ولفگانگ آمادئوس موتسارت در برابر آهنگساز موسیقی الکترونیک اسکریلکس قرار می‌گیرد. |              |                                       |          |                |       |
| ۳۳ | ۱۸           | «راسپوتین در برابر استالین»           | ۳:۳۸     | ۲۲ آوریل ۲۰۱۳  | Link  |
| در این نبرد راهب و سیاست‌مدار روس گریگوری راسپوتین در برابر رهبر اتحاد جماهیر سوسیالیستی شوروی ژوزف استالین قرار می‌گیرد. در این نبرد همچنین رهبر انقلاب روسیه و بنیانگذار دولت اتحاد جماهیر شوروی سوسیالیستی ولادیمیر لنین، میخائیل گورباچف آخرین رهبر اتحاد شوروی و ولادیمیر پوتین رئیس جمهور فعلی روسیه نیز حضور دارند. نقش مهمان: پیو دی پای در نقش میخاییل باریشنیکوف رقاص باله روس. |              |                                       |          |                |       |

### فصل ۳ (۲۰۱۳–۲۰۱۴)
| شماره در مجموعه | شماره در فصل | عنوان                                 | مدت زمان | تاریخ پخش      | پیوند |
| --- | ------------ | ------------------------------------- | -------- | -------------- | ----- |
| ۳۴ | ۱            | «دارت ویدر در برابر هیتلر ۳»          | ۲:۳۸     | ۷ اکتبر ۲۰۱۳   | پیوند |
| در این نبرد آدولف هیتلر که در قسمت قبل درون چاه رنکور افتاده بود، فرار می‌کند و بار دیگر دارت ویدر را به مبارزه می‌طلبد. در میانه نبرد، بوبا فت (از شخصیت‌های مجموعه جنگ ستارگان) به کمک دارت ویدر می‌آید ولی توسط هیتلر به ضرب گلوله کشته می‌شود. در انتها دارت ویدر با شمشیر خود هیتلر را به دو قسمت تقسیم می‌کند و نبرد را به پایان می‌رساند. نقش مهمان: کاظم جی و مورگان کریستنسن به ترتیب در نقش‌های:لندو کلرسیسن و سرباز امپراتوری. |              |                                       |          |                |       |
| ۳۵ | ۲            | «ریش سیاه در برابر آل کاپون»          | ۲:۳۹     | ۲۱ اکتبر ۲۰۱۳  | پیوند |
| در این نبرد دزد دریایی بدنام ریش سیاه در برابر گنگستر آمریکایی آل کاپون قرار می‌گیرد. نکته: این نبرد توسط مجموعه بازی کیش یک آدم‌کش برای تبلیغ بازی کیش یک آدم‌کش ۴: پرچم سیاه حمایت شده است. نقش مهمان: شین ووکو در نقش شخصیت اصلی بازی کیش یک آدم‌کش ۴: پرچم سیاه ادوارد کنوی; برایس ویسل، شان لوین و دانته سیمادامور در نقش گانگسترها.                                                                                             |              |                                       |          |                |       |
| ۳۶ | ۳            | «مایلی سایرس در برابر ژان‌دارک»        | ۲:۲۵     | ۴ نوامبر ۲۰۱۳  | پیوند |
| در این نبرد خواننده و بازیگر مایلی سایرس در برابر ژان‌دارک قرار می‌گیرد. نقش مهمان: نایس پیتر و اپیک لوید در نقش شخصیت‌های هانا مونتانا (مایلی استوارت و لیلی تراسکات). |              |                                       |          |                |       |
| ۳۷ | ۴            | «باب راس در برابر پابلو پیکاسو»       | ۲:۰۶     | ۱۸ نوامبر ۲۰۱۳ | پیوند |
| در این نبرد نقاش آمریکایی و مجری برنامه لذت نقاشی باب راس در برابر نقاش اسپانیایی و یکی از بنیانگذاران سبک کوبیسم پابلو پیکاسو قرار می‌گیرد. |              |                                       |          |                |       |
| ۳۸ | ۵            | «مایکل جوردن در برابر محمدعلی»        | ۲:۳۶     | ۳ دسامبر ۲۰۱۳  | پیوند |
| در این نبرد قهرمان سابق بوکس جهان محمدعلی کلی در برابر ستاره بسکتبال مایکل جردن قرار می‌گیرد. |              |                                       |          |                |       |
| ۳۹ | ۶            | «دونالد ترامپ در برابر آقای اسکروج»   | ۳:۲۶     | ۱۹ دسامبر ۲۰۱۳ | پیوند |
| در این نبرد غول آمریکایی دنیای تجارت دونالد ترامپ در برابر آقای اسکروج، شخصیت اصلی رمان سرود کریسمس اثر چارلز دیکنز قرار می‌گیرد. |              |                                       |          |                |       |
| ۴۰ | ۷            | «ریک گرایمز در برابر والتر وایت»      | ۲:۱۷     | May ۵, ۲۰۱۴    | پیوند |
| در این نبرد والتر وایت شخصیت اصلی مجموعه تلویزیونی برکینگ بد در برابر ریک گرایمز شخصیت اصلی مجموعه تلویزیونی مردگان متحرک قرار می‌گیرد. نقش مهمان: امی بری، نیل بلان، ری تیمونز و تام والش در نقش زامبی‌ها. |              |                                       |          |                |       |
| ۴۱ | ۸            | «گوکو در برابر سوپرمن»                | ۱:۴۸     | May ۱۹, ۲۰۱۴   | پیوند |
| در این نبرد سوپرمن، ابرقهرمان کتاب‌های کمیک، در برابر شخصیت اصلی دراگون بال یعنی گوکو قرار می‌گیرد. نقش مهمان: نایس پیتر در نقش جیمی اولسن(از شخصیت‌های سوپرمن) و کریلین (از شخصیت‌های دراگون بال). |              |                                       |          |                |       |
| ۴۲ | ۹            | «استیون کینگ در برابر ادگار آلن پو»   | ۲:۲۷     | June ۲, ۲۰۱۴   | پیوند |
| در این نبرد شاعر و نویسنده داستان‌های ترسناک قرن ۱۹ ادگار آلن پو در برابر نویسنده معروف استیون کینگ قرار می‌گیرد. |              |                                       |          |                |       |
| ۴۳ | ۱۰           | «آیزاک نیوتن در برابر بیل نای»        | ۲:۴۷     | June ۱۶, ۲۰۱۴  | پیوند |
| در این نبرد دانشمند آمریکایی بیل نای در برابر فیزیکدان انگلیسی آیزاک نیوتن قرار می‌گیرد. پس از این‌که نیوتون قسمت دوم حرف‌هایش را تمام می‌کند، نیل دگراس تایسون به جای بیل نای نبرد را به اتمام می‌رساند. نقش مهمان: اپیک لوید در نقش کارل سیگن. |              |                                       |          |                |       |
| ۴۴ | ۱۱           | «جورج واشینگتن در برابر ویلیام والاس» | ۲:۳۲     | June ۳۰, ۲۰۱۴  | پیوند |
| در این نبرد ویلیام والاس از رهبران جنگ استقلال اسکاتلند، در برابر جرج واشینگتن، اولین رئیس جمهور ایالات متحده آمریکا قرار می‌گیرد. نقش مهمان: جک زولو، مایک الدر و جف مک کینون در نقش آمریکایی‌ها; رینالدو گارنیکا، سث براون و جوئی گریر در نقش اسکاتلندی‌ها. |              |                                       |          |                |       |
| ۴۵ | ۱۲           | «هنرمندان در برابر لاک پشت‌های نینجا»  | ۲:۱۴     | July ۱۴, ۲۰۱۴  | پیوند |
| در این نبرد، هنرمندان دوره رنسانس (لئوناردو دا وینچی، دوناتلو، میکل‌آنژ و رافائل) در برابر لاک‌پشت‌های نینجا (لئوناردو، داناتلو، مایکل‌آنجلو و رافائل) قرار می‌گیرند. نقش مهمان: شین ووکوو به عنوان بدل لاک‌پشت‌های نینجا. |              |                                       |          |                |       |

### فصل ۴ (۲۰۱۴–۲۰۱۵)
| شماره در مجموعه | شماره در فصل | عنوان                                           | مدت زمان | تاریخ پخش      | پیوند |
| --- | ------------ | ----------------------------------------------- | -------- | -------------- | ----- |
| ۴۶ | ۱            | «شکارچیان روح در برابر افسانه زدایان»           | ۲:۲۷     | ۱۰ نوامبر ۲۰۱۴ | پیوند |
| در این نبرد مجریان برنامه افسانه زدایان (جیمی هاینمن و آدام سویج) در برابر شخصیت‌های سری شکارچیان روح (پیتر ونکمن، ری استنز، ایگون اسپنگلر و وینستون زدمور قرار می‌گیرند. |              |                                                 |          |                |       |
| ۴۷ | ۲            | «رومئو و ژولیت در برابر بانی و کلاید»           | ۳:۰۶     | ۱۷ نوامبر ۲۰۱۴ | پیوند |
| در این نبرد رومئو و ژولیتدر برابر بانی و کلاید قرار می‌گیرند.این نبرد با خودکشی رومئو و ژولیت و به رگبار بسته شدن بانی و کلاید پایان می‌یابد. |              |                                                 |          |                |       |
| ۴۸ | ۳            | «زئوس در برابر ثور»                             | ۳:۰۱     | ۲۴ نوامبر ۲۰۱۴ | پیوند |
| در این نبرد پادشاه خدایان، زئوس، در برابر خدای رعد و برق اسکاندیناوی، ثور قرار می‌گیرند. |              |                                                 |          |                |       |
| ۴۹ | ۴            | «جک قاتل در برابر هانیبال لکتر»                 | ۳:۰۵     | ۱ دسامبر ۲۰۱۴  | پیوند |
| در این نبرد قاتل زنجیره‌ای هانیبال لکتر در برابر قاتل معروف دوره ویکتوریا جک قاتل قرار می‌گیرد. |              |                                                 |          |                |       |
| ۵۰ | ۵            | «اپرا وینفری در برابر الن دی‌جنرس»               | ۲:۴۸     | ۸ دسامبر ۲۰۱۴  | پیوند |
| در این نبرد اپرا وینفری در برابر الن دی‌جنرس قرار می‌گیرد. |              |                                                 |          |                |       |
| ۵۱ | ۶            | «استیون اسپیلبرگ در برابر آلفرد هیچکاک»         | ۳:۵۹     | ۱۵ دسامبر ۲۰۱۴ | پیوند |
| در این نبرد استیون اسپیلبرگ در برابرآلفرد هیچکاک قرار می‌گیرد. در ادامه، کوئنتین تارانتینو، استنلی کوبریک و مایکل بی نیز به آن‌ها ملحق می‌شوند. |              |                                                 |          |                |       |
| ۵۲ | ۷            | «مری‌وثر لوئیس و ویلیام کلارک در برابر بیل و تد» | ۲:۵۳     | ۲۵ مه ۲۰۱۵     | پیوند |
| در این نبرد کاشفان آمریکایی مری‌وثر لوئیس و ویلیام کلارک در برابر شخصیت‌های فیلم بیل و تد قرار می‌گیرند. نقش مهمان: میشل مالونی در نقش راهنمای سفر اکتشافی لوئیس و کلارک ساگاجوویا، سم ماکارونی در نقش روفوس (از شخصیت‌های فیلم بیل و تد، و مایک بتیت در نقش خرس.                                                                           |              |                                                 |          |                |       |
| ۵۳ | ۸            | «دیوید کاپرفیلد در برابر هری هودینی»            | ۲:۲۰     | ۸ ژوئن ۲۰۱۵    | پیوند |
| در این نبرد، شعبده‌باز آمریکایی دیوید کاپرفیلد در برابر شعبده‌باز و بدلکار مجاری-آمریکایی هری هودینی قرار می‌گیرد. نقش مهمان: دانته سیمادامور در نقش کریس انجل، جوسی آلکوییست در نقش همسر هری هودینی، لورن فرانچسکا در نقش همسر دیوید کاپرفیلد و تونی کلارک در نقش افسر پلیس. نکته: تونی کلارک مشاور گروه در امور تردستی و شعبده بازی است. |              |                                                 |          |                |       |
| ۵۴ | ۹            | «نابودگر در برابر پلیس آهنی»                    | ۳:۰۸     | ۲۲ ژوئن ۲۰۱۵   | پیوند |
| در این نبرد نابودگر در برابر پلیس آهنی قرار می‌گیرد. نقش مهمان: آرنولد شوارتزنگر در انتهای ویدئو ظاهر می‌شود و شروع به لب‌خوانی قسمت آخر می‌کند. |              |                                                 |          |                |       |
| ۵۵ | ۱۰           | «فلاسفه شرق در برابر فلاسفه غرب»                | ۴:۱۹     | ۶ ژوئیه ۲۰۱۵   | پیوند |
| در این نبرد فیلسوفان چینی کنفوسیوس، سون تسی و لائوتسه در برابر فیلسوف یونانی سقراط، فیلسوف آلمانی فریدریش نیچه و فیلسوف فرانسوی ولتر قرار می‌گیرند. این نبرد با درگیری اعضای هر دو گروه با یکدیگر پایان می‌یابد. |              |                                                 |          |                |       |
| ۵۶ | ۱۱           | «شاکا زولو در برابر ژولیوس سزار»                | ۲:۱۷     | ۲۰ ژوئیه ۲۰۱۵  | پیوند |
| در این نبرد پادشاه منطقه زولو شاکا در برابر دیکتاتور روم باستان ژولیوس سزار قرار می‌گیرد. نقش مهمان: کلاریتی در نقش جنگجویان زولو و اپیک لوید در نقش سربازان رومی. |              |                                                 |          |                |       |
| ۵۷ | ۱۲           | «جیم هنسن در برابر استن لی»                     | ۵:۳۲     | ۳ اوت ۲۰۱۵     | پیوند |
| در این نبرد نویسنده مارول کامیکس استن لی در برابر خالق ماپت‌ها (عروسک‌های مجموعه سسمی استریت) جیم هنسن قرار می‌گیرد. کرمیت قورباغه در بخش اول هنسن را همراهی می‌کند اما هنسن او را کنار می‌گذارد. هنگامی که دو طرف قصد آشتی با هم را دارند، والت دیزنی وارد نبرد می‌شود و نبرد را به پایان می‌رساند.                                           |              |                                                 |          |                |       |

### نبرد جایزه (۲۰۱۵)
| شماره در مجموعه                                                                            | عنوان                   | مدت زمان | تاریخ پخش      | پیوند |
| ------------------------------------------------------------------------------------------ | ----------------------- | -------- | -------------- | ----- |
| ۵۸                                                                                         | «ددپول در برابر بوبافت» | ۲:۴۷     | ۱۶ دسامبر ۲۰۱۵ | Link  |
| در این نبرد بوبافت (از شخصیت‌های مجموعه جنگ ستارگان) در برابر شخصیت کمیک ددپول قرار می‌گیرد. |                         |          |                |       |

### فصل ۵ (۲۰۱۶)
| شماره در مجموعه | عنوان                                         | مدت زمان | تاریخ پخش    | پیوند |
| --- | --------------------------------------------- | -------- | ------------ | ----- |
| ۱ | «جی.آر.آر. تالکین در برابر جرج آر.آر. مارتین» | ۲:۴۸     | ۲ آوریل ۲۰۱۶ | Link  |
| در این نبرد جی. آر. آر. تالکین خالق مجموعه کتاب‌های ارباب حلقه‌ها در برابر جرج آر. آر. مارتین خالق مجموعه کتاب‌های ترانه یخ و آتش (منبع مجموعه تلویزیونی بازی تاج و تخت) قرار می‌گیرد. |                                               |          |              |       |